# O Inimigo do Rei
O Inimigo do Rei foi um jornal anarquista que circulou na Bahia durante a década de 1970, período ditatorial (1964-1985) no Brasil.
Publicado entre os anos de 1977 e 1988, O Inimigo do Rei se insere no conjunto da imprensa considerada alternativa, ou mesmo "nanica", como a definem alguns autores. O jornal nasceu na Bahia, como muitos outros jornais nas décadas de 1960 e 1970. Naquele período, jornais chamados de alternativos ou nanicos pipocaram em todo o país, em contraposição aos grandes jornais, os quais, com freqüência, tiveram que se calar diante da força das regras impostas pelos ditadores.
Segundo Bernardo Kucinski, "em contraste com a complacência da grande imprensa para com a ditadura militar, os jornais alternativos cobravam com veemência a restauração da democracia e do respeito aos direitos humanos e faziam a crítica ao modelo econômico. Inclusive nos anos de seu aparente sucesso, durante o “milagre econômico”, de 1968 a 1973. Destoavam, assim, do discurso triunfalista do governo ecoado pela grande imprensa, gerando todo um discurso alternativo."
Em várias de suas edições, trabalhadores que colaboravam com o jornal publicavam matérias que iam contra o que parecia ser o aparelhamento dos sindicatos pelos partidos. Nas matérias pretendiam deixar claro suas posições contrárias à daqueles que esperavam transformar a sociedade participando do processo eleitoral, tornando os sindicatos cada vez mais dependentes dos partidos. Na última edição do jornal, Nº22, em 1988, foi publicada a matéria "Breve Histórico da COB", em que se explicava o que foi a Confederação Operária Brasileira. A matéria informava que alguns grupos estavam se organizando para uma possível reconstrução da antiga confederação, com todos os seus princípios e doutrinas. Eis o texto, na íntegra:
Muito pouca gente sabe, mas a força do Movimento Operário era bem maior no começo de século até 1934, porque os Sindicatos, Ligas e Uniões Operárias eram livres e não sofriam controle do Governo, dos Partidos Políticos e nem dos Patrões.
Foram essas Organizações, a grande maioria de orientação anarquista, que em 1906 realizaram o I Congresso Brasileiro e deliberaram pela necessidade de se criar uma Confederação, uma Central Sindical. Em 1908 a Confederação Operária Brasileira já editava o jornal A Voz do Trabalhador noticiando as lutas do proletariado do Brasil e do mundo.
A COB realizou seu II Congresso em 1913, tendo sido responsável pela deflagração da Greve Geral de 1917, em favor das 8 horas de trabalho (aprovada no I Congresso) e responsável – junto com os anarquistas – pela deflagração da Campanha contra o Fascismo. Em 1917 são seus aderentes que promovem a Greve Geral, que colocou São Paulo nas mãos dos operários.
Em 1920 a COB realiza seu terceiro e último congresso.
Em 1934, após enfrentamentos com os fascistas e com o Governo, o movimento anarco-sindicalista sofre as maiores repressões, tendo muitos de seus militantes mortos, presos ou deportados.
A partir de 1934, Getúlio Vargas cria o Ministério do Trabalho, proíbe a existência de sindicatos livres, cria o imposto sindical e a CLT, nela colocando – em forma de lei – todas as conquistas das lutas e greves anteriores. Getúlio promove a migração interna trazendo camponeses para a cidade e ajudando a indústria a eliminar os serviços especializados desempenhados por operários estrangeiros considerados como “agitadores”.
Em 1937, Getúlio dá um golpe de Estado e impõe uma ditadura. Entre os fatores de esvaziamento da luta sindical a partir dessa data, podemos citar o papel dos comunistas de apoio ao Governo na destruição dos sindicatos livres e do lançamento, entre os operários, de um ideal reformista de "tomada do poder pelo Partido Operário"; a criação de sindicatos sustentados pelo próprio governo e a repressão feroz contra o movimento anarquista e anarco-sindicalista, pelo Governo e pelo PC.
De lá para cá nada mudou. Os sindicatos continuam atrelados e nenhuma conquista verdadeira foi conseguida a partir de 1930. Os sindicatos são hoje grandes aparatos financeiros, verdadeiros órgãos públicos administrados por pelegos e políticos, todos a usar o trabalhador.
Em maio de 1986 os anarco-sindicalistas realizaram um congresso e uma jornada de memória aos cem anos dos Mártires de Chicago e lá lançaram a bandeira da reconstrução da COB.
Com núcleos espalhados por vários Estados, os anarco-sindicalistas vêm batalhando por retomar a verdadeira prática revolucionária do sindicalismo, uma prática que não se identifica nem com a Central Única dos Trabalhadores (CUT) e muito menos com a Confederação Geral dos Trabalhadores (CGT), ambas reformistas e atreladas a governos e partidos políticos a se sustentar do roubo que é Imposto Sindical.
O jornal O Inimigo do Rei não era dedicado a apenas anarcossindicalismo. Era também o porta-voz de vários movimentos sociais que não encontravam espaço na grande imprensa e nem mesmo na imprensa alternativa, como os usuários de drogas, os homossexuais, os movimentos negros e feministas mais radicais, os ateus militantes, os ativistas da luta antimanicomial, ambientalistas e tantos outros que tiveram seus temas abordados no jornal, o que lhe deu repercussão não só no Brasil como nos EUA, Portugal, Espanha, Suíça, Suécia, Itália, Áustria, Alemanha, Argentina, entre outros países com os quais os editores acabaram mantendo contato. A preocupação com a restauração da Confederação Operária Brasileira (COB) era apenas uma vertente do jornal - não era a única.